# Aleksander Wiśniowiecki (zm. 1555)
Aleksander Wiśniowiecki (zm. 1555) – kniaź, starosta rzeczycki. Przedstawiciel rodziny książąt Wiśniowieckich. Syn Michała Zbaraskiego Wiśniowieckiego, ożenił się z Katarzyną Skorucianką  prapradziadek króla polskiego Michała Korybuta Wiśniowieckiego, pradziadek Jeremiego Wiśniowieckiego.

## Potomstwo
- Michał Wiśniowiecki (1529–1584) - kasztelan bracławski i  kijowski[2], starosta czerkaski, kaniowski
- Maksym Wiśniowiecki - zm. 1565 r.
- Aleksander Wiśniowiecki (1543-1577) - książę, dworzanin królewski
- Stefania Wiśniowiecka[1]